# Fontaine-sous-Préaux
Fontaine-sous-Préaux è un comune francese di 543 abitanti situato nel dipartimento della Senna Marittima nella regione della Normandia.
Nel territorio comunale vi è la sorgente del fiume Robec.

## Società

### Evoluzione demografica
Abitanti censiti